# Eugen Kramár
Eugen Kramár (* 5. Mai 1914 in Devičie; † 30. Dezember 1996 in Bratislava) war ein slowakischer Architekt und Hochschullehrer.
Kramár unterrichtete von 1947 bis 1950 als Professor an der Technischen Hochschule von Bratislava. Er war in den 1950er Jahren politisch verfolgt und wurde 1967 rehabilitiert. Zwischen 1971 und 1983 projektierte er eine Reihe öffentlicher Gebäude in Bratislava, darunter das Gebäude der Volksbank und der Hauptpost, außerdem auch das Haus des Komponisten Ján Cikker, das heute als Museum genutzt wird, und das FIS-Hotel in der Hohen Tatra.
| Personendaten    | Personendaten          |
| ---------------- | ---------------------- |
| NAME             | Kramár, Eugen          |
| KURZBESCHREIBUNG | slowakischer Architekt |
| GEBURTSDATUM     | 5. Mai 1914            |
| GEBURTSORT       | Devičie                |
| STERBEDATUM      | 30. Dezember 1996      |
| STERBEORT        | Bratislava             |